# Pole skalarne

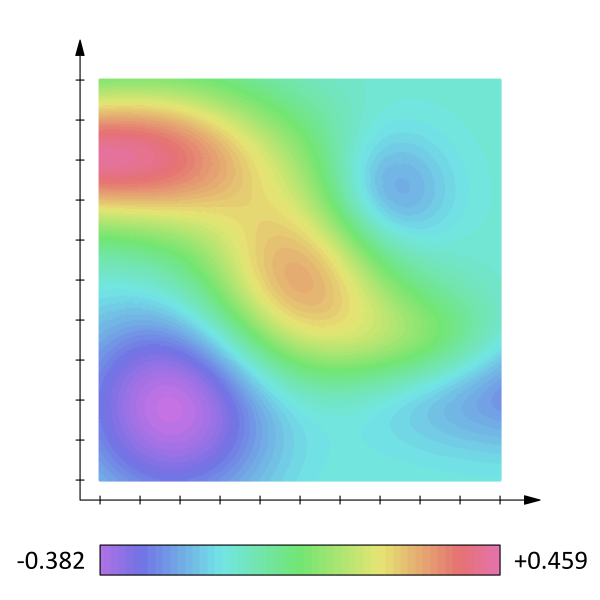
Pole skalarne, np. pole temperatur lub ciśnienia; wartości pola w poszczególnych punktach przedstawiono za pomocą kolorów

Pole skalarne – przypisanie każdemu punktowi w przestrzeni fizycznej lub w przestrzeni abstrakcyjnej pewnej wielkości skalarnej (w fizyce - liczby, zazwyczaj mianowanej; w matematyce – liczby niemianowanej). W fizyce pole skalarne jest jednym z rodzajów pól fizycznych, obok pola wektorowego i w ogólności tensorowego. Przykładami pola skalarnego jest pole temperatury czy ciśnienia powietrza, które każdemu punktowi przestrzeni fizycznej przypisują odpowiednio temperaturę i ciśnienie.

## Definicja formalna
Pole skalarne jest funkcją określoną w punktach przestrzeni, której wartościami są liczby z ustalonego zbioru (rzeczywiste lub zespolone), przy czym przez przestrzeń rozumie się  przestrzeń euklidesową dowolnego wymiaru {\displaystyle \mathbb {R} ^{n}} lub w ogólności rozmaitość topologiczną lub różniczkową {\displaystyle M}
{\displaystyle F\colon \mathbb {R} ^{n}\to \mathbb {R} }   lub  {\displaystyle F\colon M\to \mathbb {R} }
lub
{\displaystyle F\colon \mathbb {R} ^{n}\to \mathbb {C} } lub {\displaystyle F\colon M\to \mathbb {C} }

## Przykład
Ładunki elektryczne wytwarzają wokół siebie pole elektrostatyczne, które może być opisane przez potencjał elektryczny będący funkcją skalarną:
{\displaystyle V\colon \mathbb {R} ^{3}\to \mathbb {R} }
Potencjał ładunku punktowego określony we współrzędnych sferycznych położonego w r = 0 jest określony wzorem:
{\displaystyle V(r,\phi ,\theta )=-{\frac {c}{r}}}
gdzie {\displaystyle c} - stała zależna od ładunku cząstki. Pole to określone jest w każdym punkcie przestrzeni {\displaystyle \mathbb {R} ^{3}-\{0\}} i jest funkcją różniczkowalną. Dlatego można na nim wykonywać operacje polowe, jak obliczanie w każdym punkcie pola dywergencji, gradientu, laplasjanu itp.

## Analiza i obrazowanie
Badaniem własności pól fizycznych zajmuje się dział fizyki zwany teorią pola. W analizie pól zakłada się, że pola są funkcjami ciągłymi lub różniczkowalnymi (jedno- lub wielokrotnie). Dla pól różniczkowalnych definiuje się operatory różniczkowe. Dla pola skalarnego takim operatorem jest gradient; gradient pola skalarnego definiuje pole wektorowe.
Pole skalarne obrazuje się przez podanie wartości pola w wybranych punktach lub przez połączenie punktów o jednakowej wartości liniami lub powierzchniami. Przykładem takiego przedstawienia są izobary (linie jednakowego ciśnienia) na mapie pogody lub warstwice (izohipsy, linie stałej wysokości) oraz izobaty, linie stałej głębokości na mapie batymetrycznej, które ogólnie nazywa się liniami pola.

## Przykłady
- pole gęstości – określa gęstość substancji w każdym punkcie rozpatrywanej objętości
- pole ciśnienia – określa ciśnienie w każdym punkcie rozpatrywanej objętości
- pole temperatur – określa rozkład temperatur w danym obszarze
- potencjał elektryczny – skalarny opis pola elektrostatycznego
- potencjał grawitacyjny – skalarny opis pola grawitacyjnego
- pole Higgsa – pole nadające masę cząstkom